# Schönhöhe
Schönhöhe, niedersorbisch Šejnejda, ist ein Ortsteil der Gemeinde Tauer im Landkreis Spree-Neiße in Brandenburg.

## Lage
Schönhöhe liegt, vollständig von Waldgebiet umgeben, in der Niederlausitz im Naturschutzgebiet Pinnower Läuche und Tauersche Eichen und gehört zum amtlichen Siedlungsgebiet der Sorben/Wenden. Umliegende Ortschaften sind die zur Gemeinde Schenkendöbern gehörenden Ortsteile Reicherskreuz im Norden, Pinnow im Nordosten und Bärenklau im Osten, Tauer im Süden, der zu Turnow-Preilack gehörende Ortsteil Preilack im Südwesten sowie das wiederum zu Schenkendöbern gehörende Staakow im Nordwesten.
Von Schönhöhe aus führen einige Forststraßen zu den umliegenden Bundesstraßen 168 und 320 sowie zur südlich des Ortes verlaufenden Landesstraße 50.
Das Dorf liegt am Großsee. Zu Schönhöhe gehört der Wohnplatz Teerofen.

## Geschichte
Im Jahr 1742 war Schönhöhe ein Ackervorwerk. 1750 wurde der Ort im Zuge der Siedlungspolitik von Friedrich II. als Straßendorf genehmigt. Im Jahr 1752 wurde der Ort vermessen und errichtet, erstmals urkundlich erwähnt wurde Schönhöhe dann am 13. September 1752.
Schönhöhe war im 17. beziehungsweise 18. Jahrhundert vor allem aufgrund der Teer- und Pechgewinnung bekannt. 1665 wurde der erste Teerofen erwähnt, der zweite im Jahr 1718. Im Jahr 1852 wurde die Teerproduktion in Schönhöhe eingestellt, die ehemalige Brennerei bildet den heutigen Wohnplatz Teerofen.
Im 19. Jahrhundert wanderten viele Bewohner des Dorfes nach Australien sowie nach Nordamerika aus. Im Frühjahr 1881 brannte Schönhöhe ab, in der Folge wurden Spenden für den Wiederaufbau gesammelt. Im Jahr 1926 kam es in Schönhöhe erneut zu einem Brand, bei dem drei Stallungen und fünf Scheunen niederbrannten. In den 1940er-Jahren sollte Schönhöhe aufgrund der Errichtung des SS-Truppenübungsplatzes Kurmark zwangsumgesiedelt und abgerissen werden, aufgrund des Kriegsendes 1945 kam es allerdings nicht mehr dazu. Erst 1952 wurde Schönhöhe von der Brandenburgischen Elektrizitätsgesellschaft an das Stromnetz angeschlossen.
Nach dem Wiener Kongress kam Schönhöhe als Teil der Niederlausitz an das Königreich Preußen. Zum 1. April 1935 wurde Teerofen eingemeindet. Am 25. Juli 1952 wurde die Gemeinde dem neu gebildeten Kreis Guben im Bezirk Cottbus zugeschlagen. Nach der Wende lag Schönhöhe im Landkreis Guben in Brandenburg und gehörte ab dem 16. Juli 1992 zum Amt Peitz. Nach der Kreisreform in Brandenburg am 6. Dezember 1993 wurde Schönhöhe nach Tauer eingemeindet und kam schließlich zum neu gebildeten Landkreis Spree-Neiße.

## Bevölkerungsentwicklung
| 1875 | 160 | 1939 | 143 | 1981 | 80 |
| 1890 | 149 | 1946 | 174 | 1985 | 64 |
| 1910 | 162 | 1950 | 154 | 1989 | 50 |
| 1925 | 154 | 1964 | 121 | 1992 | 48 |
| 1933 | 156 | 1971 | 113 |      |    |

Für seine Statistik über die sorbische Bevölkerung in der Lausitz ermittelte Arnošt Muka in den achtziger Jahren des 19. Jahrhunderts eine Bevölkerungszahl von 180 Einwohnern, davon waren 178 Sorben (99 %) und nur zwei Deutsche.

## Persönlichkeiten
- Fryco Rocha (1863–1942), niedersorbischer Lehrer und Schriftsteller, wurde in Schönhöhe geboren

## Nachweise
1. ↑  Müllers Großes Deutsches Ortsbuch 2012: Vollständiges Ortslexikon. 33. überarb. und erw. Ausg., Walter de Gruyter, Berlin und Boston 2012, ISBN 978-3-11-027420-2, Online bei Google Books, S. 1248
2. 1 2  Allgemeines aus der Geschichte des Ortsteils Schönhöhe / Šejnejda. Amt Peitz, archiviert vom Original (nicht mehr online verfügbar) am 6. Juli 2016; abgerufen am 2. Juni 2017.  Info: Der Archivlink wurde automatisch eingesetzt und noch nicht geprüft. Bitte prüfe Original- und Archivlink gemäß Anleitung und entferne dann diesen Hinweis.
3. ↑  Schönhöhe im 19. Jahrhundert. Amt Peitz, abgerufen am 2. Juni 2017.
4. ↑  20. Jahrhundert. Amt Peitz, abgerufen am 2. Juni 2017.
5. ↑  "Das Lichtfest" in Schönhöhe im Jahre 1952. Amt Peitz, abgerufen am 2. Juni 2017.
6. ↑  Änderungen bei den Gemeinden Deutschlands, siehe 1993 StBA
7. ↑  Schönhöhe im Geschichtlichen Ortsverzeichnis. Abgerufen am 2. Juni 2017.
8. ↑  Historisches Gemeindeverzeichnis des Landes Brandenburg 1875 bis 2005. (PDF; 331 KB) Landkreis Spree-Neiße. Landesbetrieb für Datenverarbeitung und Statistik Land Brandenburg, Dezember 2006, abgerufen am 2. Juni 2017.
9. ↑  Ernst Tschernik: Die Entwicklung der sorbischen Bevölkerung. Akademie-Verlag, Berlin 1954.